# Astragalus strigosostipulatus
Astragalus strigosostipulatus là một loài thực vật có hoa trong họ Đậu. Loài này được Rech.f. & Koie emend.I.Deml miêu tả khoa học đầu tiên.